# Lamont (Washington)
Lamont az Amerikai Egyesült Államok északnyugati részén, Washington állam Whitman megyéjében elhelyezkedő város. A 2010. évi népszámlálási adatok alapján 70 lakosa van.

## Történet
A helység nevét a Northern Pacific Railway egykori alelnökéről, Daniel Lamontról kapta. A településen működött a Northern Pacific és a Great Northern Railways által közösen üzemeltetett Spokane Portland & Seattle Railway kocsiszíne; a mozdonyok szerelését, illetve a víz, olaj és szén utántöltését itt végezték. A remiz 1913-ban leégett; a karbantartásokat ekkortól Spokane-ben és Pascóban végezték. Lamont 1910. október 22-én kapott városi rangot.
A gőzmozdonyok szén- és vízutántöltését később is itt végezték; a második világháborúban az állomás elavult fa felépítményeit acélra cserélték. 1956. június 22-től a vasútvonalon dízelmozdonyokat használtak; az infrastruktúrát átalakították ezek kiszolgálásához, azonban a rákövetkező évtől a mozdonyok tankolását már Pascóban végezték.
A későbbiekben az állomást termények és élőállatok rakodására használták. 1970-re a vasútvonalon megépült a második vágány, amelyet a faárut szállító szerelvények használtak. Az 1980-as években az új üzemeltető Burlington Northern Railroad pénzügyi nehézségei miatt a vonal forgalma lecsökkent; 1991-ben a vágányokat a sziklaomlások és áradások miatt áthelyezték, a régi nyomvonalat pedig felszámolták. A régi vágányok helyén Washington állam sétaösvényt létesített.

## Éghajlat
| Hónap                         | Jan.  | Feb.  | Már.  | Ápr.  | Máj.  | Jún. | Júl. | Aug. | Szep. | Okt.  | Nov.  | Dec.  | Év    |
| ----------------------------- | ----- | ----- | ----- | ----- | ----- | ---- | ---- | ---- | ----- | ----- | ----- | ----- | ----- |
| Rekord max. hőmérséklet (°C)  | 17,2  | 19,4  | 25,0  | 32,8  | 37,2  | 37,8 | 41,7 | 42,2 | 38,3  | 32,8  | 22,2  | 16,1  | 42,2  |
| Átlagos max. hőmérséklet (°C) | 3,9   | 7,2   | 11,7  | 16,1  | 20,6  | 24,4 | 30,0 | 30,0 | 24,4  | 17,2  | 7,8   | 2,8   | 16,4  |
| Átlagos min. hőmérséklet (°C) | −3,3  | −2,2  | 0,0   | 2,2   | 5,6   | 8,3  | 10,6 | 10,0 | 6,1   | 1,7   | −0,6  | −4,4  | 2,9   |
| Rekord min. hőmérséklet (°C)  | −33,3 | −30,0 | −15,0 | −11,1 | −15,0 | −3,9 | −2,8 | −3,3 | −10,0 | −13,9 | −27,8 | −30,6 | −33,3 |
| Átl. csapadékmennyiség (mm)   | 51    | 40    | 44    | 38    | 39    | 31   | 16   | 12   | 18    | 34    | 61    | 59    | 443   |
| Forrás: The Weather Channel   |       |       |       |       |       |      |      |      |       |       |       |       |       |

## Népesség
A 2010-es népszámláláskor a városnak 70 lakója, 33 háztartása és 23 családja volt. A népsűrűség 93,3 fő/km2. A lakóegységek száma 40, sűrűségük 53,3 db/km2. A lakosok 90%-a fehér, 1,4%-a afroamerikai,  1,4%-a ázsiai,   7,1%-a pedig kettő vagy több etnikumú. A spanyol vagy latino származásúak aránya 1,4% (1,4% mexikói,   )
A háztartások 24,2%-ában élt 18 évnél fiatalabb. 51,5% házas, 9,1% egyedülálló nő, 9,1% egyedülálló férfi, 30,3% pedig nem család. 30,3% egyedül élt; 6,1%-uk 65 éves vagy idősebb. Egy háztartásban átlagosan 2,12 személy élt; a családok átlagmérete 2,57 fő.
A medián életkor 47,5 év volt. A város lakóinak 18,6%-a 18 évesnél fiatalabb, 9,9% 18 és 24 év közötti, 14,3%-uk 25 és 44 év közötti, 37,1%-uk 45 és 64 év közötti, 20%-uk pedig 65 éves vagy idősebb. A lakosok 54,3%-a férfi, 45,7%-a pedig nő.

## Fordítás
Ez a szócikk részben vagy egészben  a   Lamont, Washington című angol Wikipédia-szócikk ezen változatának fordításán alapul.  Az eredeti cikk szerkesztőit annak laptörténete sorolja fel. Ez a jelzés csupán a megfogalmazás eredetét és a szerzői jogokat jelzi, nem szolgál a cikkben szereplő információk forrásmegjelöléseként.